# Cabo Arkona
El cabo Arkona (en alemán: Kap Arkona) es un cabo situado al borde de la península de Witte en la isla de Rügen, la cual se sitúa en el mar Báltico y pertenece al estado federado de Mecklemburgo-Pomerania Occidental (Alemania). Administrativamente pertenece al municipio de Putgarten. Así mismo se encuentra a algunos kilómetros al norte del Parque Nacional de Jasmund.
Antes de la reunificación alemana era el punto más septentrional de la Alemania del Este
El cabo Arkona es un lugar de interés debido a varias de sus edificaciones históricas las cuales incluyen dos faros, una torre de navegación, dos búnkeres y los restos de un lugar de culto eslavo concocido como Jaromarsburg.
Jaromarsburg era un lugar de culto eslavo, que servia como centro religioso y político del principado de los eslavos de Rügen a principios de la Edad Media. Estaba dedicado al dios eslavo Svetovid, que estaba representado por una estatua con cuatro cabezas.
En 1168 el templo fue destruido por las fuerzas danesas del rey Valdemar I que procedieron a evangelizar a la población.
En el cabo existen dos faros, el primero fue construido en 1827  y el segundo en 1902. El primero de ellos es uno de los más antiguos que todavía subsisten en el mar Báltico. Fue construido por el célebre arquitecto Friedrich Schinkel.
Con el nombre de Cap Arcona fue bautizado el trasatlántico alemán, de gran lujo, cuya historia está ligada a una de las más importantes tragedias marítimas de la Segunda Guerra Mundial.